# Neogeografi
Neogeografi kombinerar olika tekniker inom geografiska informationssystem för att göra dem lättillgängliga för användare som inte är fackmän.